# 左権県
左権県（さけん-けん）は中華人民共和国山西省晋中市に位置する県。

## 歴史
後漢により設置された轑阿県を前身とする。西晋により轑陽県、南北朝時代に北魏により遼陽県と改称された。北周により廃止された。590年（開皇10年）に隋代により遼山県が設置されたが、唐代には遼州州治とされた。明代が成立すると洪武年間に廃止され、管轄区域は遼州直轄とされた。1912年（民国元年）の州制廃止に伴い遼県と改められたが、1942年（民国31年）に戦死した共産党員左権によって左権県と改称された。左権県のような「革命烈士」にちなむ地名には他に志丹県、子洲県、子長市、黄驊市、靖宇県、尚志市がある。
1958年に廃止されたが、1960年に再設置され現在に至る。

## 行政区画
- 街道:城区街道
- 鎮:遼陽鎮、桐峪鎮、麻田鎮、芹泉鎮、拐児鎮
- 郷:寒王郷、石匣郷、竜泉郷、羊角郷